# Calan
Calan (in bretone: Kalann) è un comune francese di 927 abitanti situato nel dipartimento del Morbihan nella regione della Bretagna.

## Società

### Evoluzione demografica
Abitanti censiti